# خشت‌پل (قائم‌شهر)
خشت‌پل نام محله‌ای کوچک در شهر قائم شهر در استان مازندران می‌باشد که اسم خود را از پلی با همین نام گرفته‌است. تعداد جمعیت روستا در حدود ۳۵۰ خانوار می‌باشد. فاصله این این روستا از قائم شهر حدود ۴٫۵ کیلومتر است.